# Setiles
Setiles é um município da Espanha na província de Guadalajara, comunidade autónoma de Castilla-La Mancha, de área 56,77 km² com população de 129 habitantes (2006) e densidade populacional de 2,59 hab/km².

## Demografia
| Variação demográfica do município entre 1991 e 2004 | Variação demográfica do município entre 1991 e 2004 | Variação demográfica do município entre 1991 e 2004 | Variação demográfica do município entre 1991 e 2004 |
| --------------------------------------------------- | --------------------------------------------------- | --------------------------------------------------- | --------------------------------------------------- |
| 1991                                                | 1996                                                | 2001                                                | 2004                                                |
| 231                                                 | 179                                                 | 148                                                 | 147                                                 |